# 川俣雄人
川俣 雄人（かわまた たけと、1895年（明治28年）7月28日 - 1974年（昭和49年）6月24日）は、日本の陸軍軍人。最終階級は陸軍中将。

## 経歴
鹿児島県、現在の鹿児島市で生まれた。陸軍中央幼年学校予科、中央幼年学校本科を経て、1916年（大正5年）5月、陸軍士官学校（28期）を卒業。同年12月、歩兵少尉に任官し近衛歩兵第2連隊付となる。1925年（大正14年）11月、陸軍大学校（37期）を卒業した。
1925年12月、近衛歩兵第2連隊中隊長に就任。以後、参謀本部付勤務（ロシア班）、関東軍司令部付（満州里特務機関長）、参謀本部員（ロシア班）、ラトビア公使館付武官、参謀本部員（ロシア班）、ソビエト連邦大使館付武官、参謀本部課長などを務め、1938年（昭和13年）3月、歩兵大佐に昇進した。1939年（昭和14年）3月、歩兵第6連隊長に発令され日中戦争に出征。襄東会戦、宜昌作戦などに参戦した。1940年（昭和15年）8月、第23師団参謀長に転じ、1941年（昭和16年）8月、陸軍少将に進級した。
1941年10月、参謀本部付（陸軍中野学校長）に就任。1945年（昭和20年）3月1日、陸軍中将に進み、同月9日、第58師団長に親補され、広西省で警備等に従事し終戦を迎えた。1946年（昭和21年）7月に復員した。
1947年（昭和22年）11月28日、公職追放仮指定を受けた。